# Formula 2000 giapponese 1974
La stagione 1974 della Formula 2000 giapponese fu corsa su 4 gare. Fu vinta dal pilota nipponico Noritake Takahara su March-BMW.

## La pre-stagione

### Calendario
| Gara | Nome                      | Circuito           | Giri | Lunghezza       | Data         | Note                                              |
| ---- | ------------------------- | ------------------ | ---- | --------------- | ------------ | ------------------------------------------------- |
| 1    | Suzuka Formula Japan Race | Circuito di Suzuka | 25   | 25x6,000=150 km | 19 maggio    | Gara disputata assieme a vetture di Formula 1300. |
| 2    | Suzuka Diamond Race       | Circuito di Suzuka | 20   | 20x6,000=120 km | 8 settembre  |                                                   |
| 3    | Suzuka Jidousya Race      | Circuito di Suzuka | 25   | 25x6,000=150 km | 29 settembre |                                                   |
| 4    | Gran Premio della JAF     | Circuito di Suzuka | 25   | 25x6,000=150 km | 3 novembre   |                                                   |

- Tutte le corse sono disputate in Giappone.

## Piloti e team
| Team                     | Telaio                          | Pilota              | Gare  |
| ------------------------ | ------------------------------- | ------------------- | ----- |
| Heroes Racing            | March 732-BMW                   | Tetsu Izukawa       | 1     |
| Heroes Racing            | March 742-BMW                   | Motoharu Kurosawa   | 1     |
| Takahara Racing          | March 742-BMW                   | Noritake Takahara   | Tutte |
| Niscait Racing           | Surtees TS15-Ford               | Matsuaki Sanada     | 1     |
| Niscait Racing           | March 742-BMW                   | Moto Kitano         | 1-3   |
| Niscait Racing           | March 732-BMW                   | Fukumi Kotake       | 4     |
| Jiro Moto Racing         | Surtees TS15-Ford               | Jiro Yoneyama       | 2-4   |
|                          | Surtees TS15-Ford March 742-BMW | Masahiro Hasemi     | 2,4   |
| Kojima Racing            | Surtees TS15-Ford               | Masahiro Hasemi     | 3     |
| Kojima Racing            | Surtees TS15-Ford               | Kazuyoshi Hoshino   | 4     |
|                          | Brabham BT36-Ford               | Yoshimasa Kawagushi | 3-4   |
|                          | March 742-BMW                   | Masami Kuwashima    | 4     |
|                          | Brabham BT36-Ford               | Kikou Kaira         | 4     |
|                          | Brabham BT40-Ford               | Hiroshi Fushida     | 4     |
| Nihon Moto Racing Center | March 742-Mitsubishi            | Kuniomi Nagamatsu   | 4     |
|                          | Brabham BT36-Ford               | Tomohito Tsutsumi   | 4     |
| Team Phoenix             | Nova 02-BMW                     | Nahoiro Fujita      |       |

## Risultati e classifiche

### Risultati
| Gara | Circuito | Tempo    | Velocità    | Pole position     | GPV               | Vincitore         | Vettura      |
| ---- | -------- | -------- | ----------- | ----------------- | ----------------- | ----------------- | ------------ |
| 1    | Suzuka   | 58:43.5  | 153,26 km/h | Moto Kitano       | Motoharu Kurosawa | Motoharu Kurosawa | March-BMW    |
| 2    | Suzuka   | 57:29.03 | 125,24 km/h | Noritake Takahara | Masahiro Hasemi   | Masahiro Hasemi   | Surtees-Ford |
| 3    | Suzuka   | 51:36.08 | 174,37 km/h | Noritake Takahara | Noritake Takahara | Noritake Takahara | March-BMW    |
| 4    | Suzuka   | 50:48.4  | 177,14 km/h | Masahiro Hasemi   | Noritake Takahara | Noritake Takahara | March-BMW    |

### Classifica piloti
I punti sono assegnati secondo lo schema seguente:
| Gran Premio JAF | 15 | 12 | 10 | 8 | 6 | 4 |
| Altre gare      | 12 | 10 | 8  |   |   |   |

| Pos | Pilota              | SFJ | SDR | SJR | JAF | Punti |
| --- | ------------------- | --- | --- | --- | --- | ----- |
| 1   | Noritake Takahara   | 3   | 2   | 1   | 1   | 45    |
| 2   | Masahiro Hasemi     |     | 1   | 3   | Rit | 20    |
| 3   | Motoharu Kurosawa   | 1   |     |     |     | 12    |
| 4   | Masami Kuwashima    |     |     |     | 2   | 12    |
| 5   | Moto Kitano         | Rit | NP  | 2   |     | 10    |
| 6   | Tetsu Izukawa       | 2   |     |     |     | 10    |
| 7   | Kazuyoshi Hoshino   |     |     |     | 3   | 10    |
| 8   | Fukumi Kotake       |     |     |     | 4   | 8     |
| 9   | Tomohiro Tsutsumi   |     |     |     | 5   | 6     |
| 10  | Hiroshi Fushida     |     |     |     | 6   | 4     |
| 11  | Yoshimasa Kawagushi |     |     | 4   | 7   | 0     |
| 11  | Matsuaki Sanada     | 4   |     |     |     | 0     |
| 13  | Jiro Joneyama       |     | Rit | Rit | 8   | 0     |
|     | Kuniomi Nagamtasu   |     |     |     | Rit | -     |
|     | Kikou Kaira         |     |     |     | Rit | -     |
| Pos | Pilota              | SFJ | SDR | SJR | JAF | Punti |

| Colore  | Risultato             |
| ------- | --------------------- |
| Oro     | Vincitore             |
| Argento | 2º posto              |
| Bronzo  | 3º posto              |
| Verde   | Finito a punti        |
| Blu     | Finito senza punti    |
| Viola   | Ritirato (Rit)        |
| Viola   | Non classificato (NC) |
| Rosso   | Non qualificato (NQ)  |
| Nero    | Squalificato (SQ)     |
| Bianco  | Non partito (NP)      |
| Bianco  | Non ha gareggiato     |
| Bianco  | Infortunato (INF)     |
| Bianco  | Escluso (ES)          |
| Bianco  | Gara cancellata (C)   |